# Donaciano del Campillo
Donaciano del Campillo (Córdoba, 1846-Roma, 1910) fue un político argentino, gobernador de la provincia de Córdoba.

## Biografía
Nació en Córdoba, en 1846, y sus padres fueron Juan del Campillo (uno de los firmantes de la Constitución de 1853) y Felipa Gómez. Estudió en el Colegio Nacional de Monserrat, y, en lo político, fue senador nacional.

### Gobernación de Córdoba
El 17 de enero de 1898, y luego de una apasionada confrontación electoral con la Unión Cívica Radical, la Asamblea Electoral de Córdoba eligió a la fórmula del Partido Autonomista Nacional, integrada por Cleto Peña y Donaciano del Campillo, para gobernador y vicegobernador de la provincia de Córdoba. El 17 de mayo de 1898, Peña y del Campillo juraron en sus cargos, pero la muerte sorprendió a Cleto Peña a dos meses (en julio) de haber asumido. El 16 de julio, Donaciano del Campillo accedía a la primera magistratura de la provincia, teniendo por delante casi todo el período de gobierno.
Donaciano del Campillo realizó una profusa labor afirmada básicamente en dos aspectos: el saneamiento de las cuentas públicas y la promoción de las actividades agropecuarias.
Desde la crisis financiera de 1890, los servicios de la pesada deuda del Estado cordobés estaban suspendidos. La administración de Del Campillo realizó una encomiable tarea en este sentido, regularizando la difícil situación, lo que fue motivo de festejo por parte de las autoridades.

#### El nuevo siglo
Las bondades de la geografía cordobesa, y la creciente labor de los inmigrantes y sus descendientes, constituían uno de los pilares de la economía provincial. Se crearon escuelas y los cargos de profesores ambulantes para enseñar a los campesinos mejores métodos de trabajo, y hacia 1900 surgía la Sociedad Rural de Córdoba, siendo su primer presidente Ramón J. Cárcano.
La crisis y el dominio excluyente de una oligarquía que llevaba varios años, impulsaron el surgimiento de asociaciones de obreros y artesanos con el fin de defender los intereses de los sectores menos pudientes.
El paso del siglo XIX al XX halló a Córdoba con una extraordinaria actividad en el ámbito cultural: poetas, escritores, artistas y compañías de teatro encontraban cordial eco en una sociedad ansiosa de progreso.
El arribo de los inmigrantes, y en especial la influencia británica expandida por el país junto a las vías férreas, introdujo nuevos deportes en la sociedad cordobesa. Así se comenzó a practicar fútbol, polo, ciclismo, caza deportiva y hasta el poco bien visto boxeo.
En el ámbito político, además de los radicales se iban afianzando los socialistas y los anarquistas, en tanto el Partido Autonomista Nacional seguía manteniendo su predominio: en la Nación, Julio Roca ejercía su segunda presidencia, y en la provincia, se elegía al sucesor del gobernador Donaciano del Campillo.
En enero de 1901, el Colegio Electoral designó a José Manuel Álvarez como gobernador y a Nicolás M. Berrotarán como vicegobernador de Córdoba. De esa manera, el Partido Autonomista Nacional continuaba dirigiendo los destinos provinciales más allá de las críticas de los opositores, como la Unión Cívica Radical, hacia el Unicato.  
Al finalizar su mandato, Del Campillo fue enviado por el gobierno nacional como embajador argentino ante la Santa Sede. Falleció en Roma, el 22 de diciembre de 1910.